# 感激時代〜闘神の誕生
『感激時代 〜闘神の誕生』(かんげきじだい とうしんのたんじょう、原題:감격시대: 투신의 탄생、英題:Inspiring Generation)は、韓国のKBS 2TVで2014年に放送されたテレビドラマである。

## 概要
『感激時代 〜闘神の誕生』は、2014年1月15日から同年4月3日までKBS 2TVにて放送された1930年代の朝鮮半島(新義州)や中国(上海)を舞台としたロマンスを織り交ぜたネオ・ノワール・アクションドラマである。
主人公シン・ジョンテ役を約4年ぶりの主演ドラマとなるキム・ヒョンジュン(SS501リーダー)、主人公の初恋の人であり敵対している出口カヤ役を イム・スヒャン、主人公の幼馴染キム・オクリョン役をチン・セヨンがそれぞれ演じている。
最終話(2014年4月3日放送)の視聴率が12.3%となり、同時間帯1位となった。
KBSドラマスペシャル『女子中学生A(韓: 중학생 A양)』にも出演していたクァク・ドンヨンが、2014 KBS演技大賞の青少年演技賞(男性部門)を獲得する。
日本では、2014年8月、DATVにて『感激時代 〜闘神の誕生』(全24話)として初放送される。

## あらすじ
1928年、中国との国境の町・新義州で唯一の家族である妹チョンアの病気を診てもらうために、シン・ジョンテは人力車の車夫をして稼いでいる。そんなジョンテを幼馴染のキム・オクリョンは見守っている。そんなある日ジョンテは、町のゴロツキに因縁をつけられている出口カヤを助ける。母親がいないという同じような境遇から、2人はいつしか惹かれ合うようになる。そんな2人をオクリョンは心配している。しかし、誤解からカヤの父親を殺したのは、ジョンテの父親シン・ヨンチュルと思い込み、恨みを抱くようになる。誤解を抱いたままカヤは、日本の闇の組織一国会の晋一と共に、新義州を離れることを決意する。ジョンテは、より稼ぐため飛乗組に入ることにする。チョンアは、自分が兄の負担にならないように姿を消してしまう。日本で富山天解と面会したカヤは、母親を殺したのは誰かと問うと、新義州を掌握したら教えると言われる。妹は亡くなったと聞かされたジョンテは、そのことを信じられずチョンアの行方を探している。天解との面会の後、カヤは晋一と一緒に新義州に戻ることにする。数年後、ジョンテは新義州を掌握したカヤと再会する。

## キャスト
シン・ジョンテ
演 - キム・ヒョンジュン(少年時代 - クァク・ドンヨン)
少年時代に妹チョンアの治療のために、車夫として働いている。数年後、飛乗組の一員となり、麻薬の密輸に関わりながら行方不明の妹を探している。
出口カヤ
演 - イム・スヒャン(少女時代 - チュ・ダヨン)
少女時代にジョンテに助けられる。数年後、闇の組織一国会の一員として新義州に戻ってくる。
キム・オクリョン
演 - チン・セヨン(少女時代 - ジウ)
ジョンテの幼馴染。ジョンテのことを愛している。
モ・イルファ
演 - ソン・ジェリム
少林寺拳法の達人でジョンテを助ける。
キム・スオク
演 - キム・ジェウク
オクリョンのことを想っており、手助けしている。

## 派生商品
- 「感激時代 〜闘神の誕生 オリジナル・サウンドトラック」CD+DVD(2014年12月24日、ワーナーミュージック・ジャパン)[11]

【CD】
| #   | タイトル                                | 作詞 | 作曲・編曲 | アーティスト       |
| --- | --------------------------------------- | ---- | ---------- | ------------------ |
| 1.  | 「Destiny」                             |      |            | イム・ジェボム     |
| 2.  | 「あざ[Broken Heart]」                  |      |            | キム・ゴンモ       |
| 3.  | 「Good day to die」                     |      |            | J2M                |
| 4.  | 「道[The Road]」                        |      |            | Rhosy              |
| 5.  | 「炎のように[Like a fire]」             |      |            | I.D                |
| 6.  | 「The Light」                           |      |            | ナ・ユングォン     |
| 7.  | 「その日までさようなら[Until the day]」 |      |            | Zia                |
| 8.  | 「今日が過ぎれば[Tomorrow]」            |      |            | キム・ヒョンジュン |
| 9.  | 「Destiny」(inst)                       |      |            |                    |
| 10. | 「炎のように」(inst)                    |      |            |                    |
| 11. | 「The Light」(inst)                     |      |            |                    |
| 12. | 「その日までさようなら」(inst)          |      |            |                    |
| 13. | 「今日が過ぎれば」(inst)                |      |            |                    |

【DVD】
| #  | タイトル                              | 作詞 | 作曲・編曲 | アーティスト       |
| -- | ------------------------------------- | ---- | ---------- | ------------------ |
| 1. | 「今日が過ぎれば」(Image Music Video) |      |            | キム・ヒョンジュン |
| 2. | 「炎のように」(Image Music Video)     |      |            | I.D                |

- 「感激時代 〜闘神の誕生」DVD-BOX Ⅰ・Ⅱ(2014年12月17日、ポニーキャニオン)[12]